# Конверти Малреді

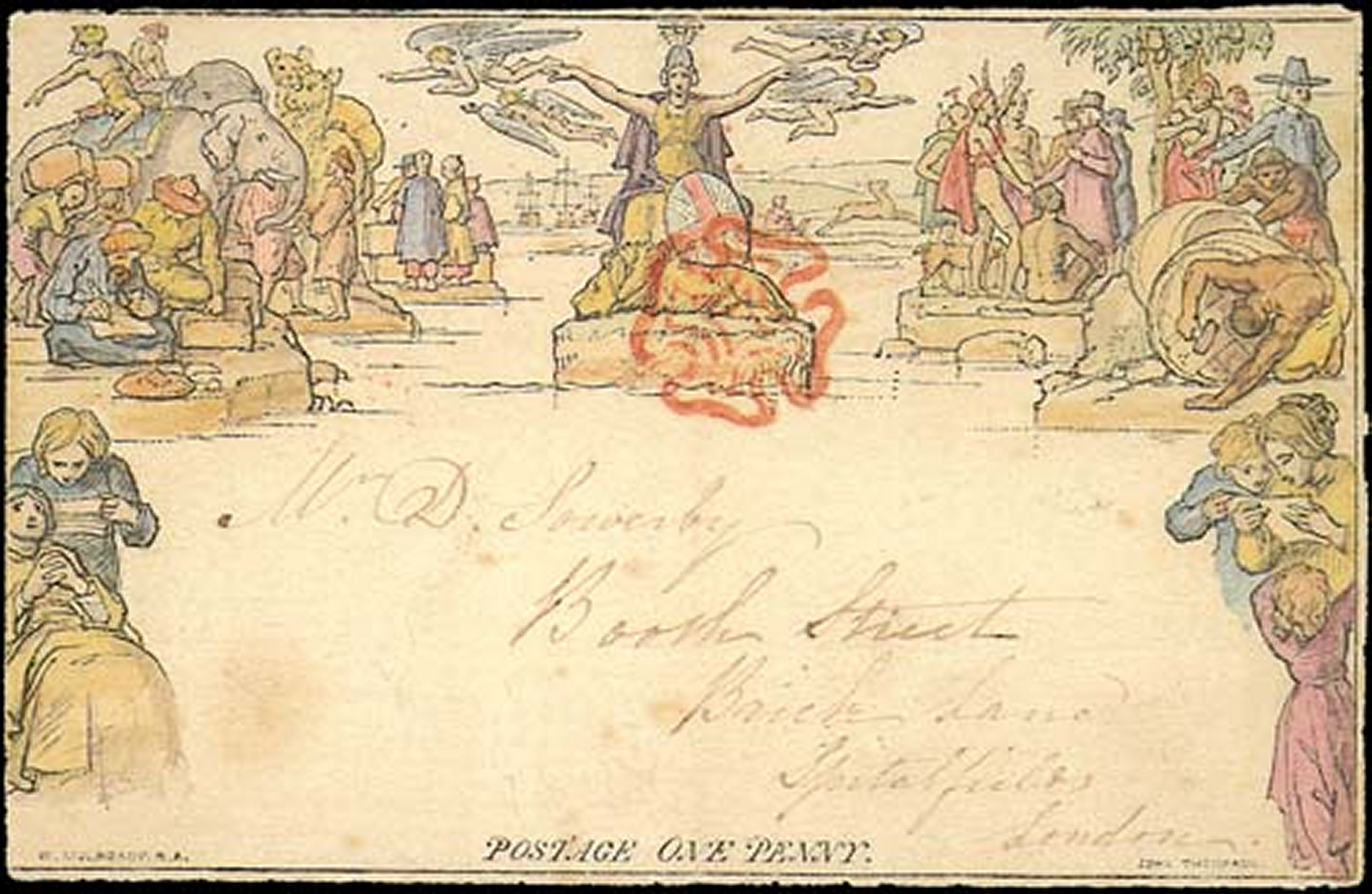
Конверт Малреді номіналом один пенні, випущений в 1840 р, розфарбований вручну

Конверти Малреді (англ. Mulready stationery Mulready stationery) — цілісні речі (поштові листи й конверти) номіналом в 1 пенні і 2 пенси, які були випущені в Британії в рамках проведеної британської поштою поштової реформи 1840 року. Вони з'явились в продажу 1 травня 1840 року і використовувались для поштового обігу з 6 травня одночасно з першими поштовими марками світу. Назва Малреді походить від того, що Вільяму Малреді, відомому англійському художнику того часу, який виграв конкурс англійського казначейства, було доручено проілюструвати ту частину поштових листів і конвертів, яка відповідала лицьовій стороні. Через дуже низький попит на такі конверти, порівняно з поштовими марками, їх виготовлення було з часом припинено.

## Малюнок
На алегоричному малюнку Малреді було зображено багату Британію, що сидить на скелі в центрі згори левом і щитом біля її ніг, та з прапором Британії. По обидва боки від голови Британії зображені янголи, які символізують хороші новини. Британію боків оточують парусні кораблі, оленячі упряжки, зображення індусів на слонах, китайців з косичками, індіанців, які вітають місіонерів і купців з товарами, що зображують континенти Азії і Північної Америки. У двох нижніх кутах зображено людей, які читають листи. Вся ця композиція була покликана символізувати розвиток поштової зв'язку на землях, окупованих Британією. Ілюстрація Малреді, вигравірувана Джоном Томпсоном, була надрукована так, що вона виявлялася на лицьовій стороні листів в складеному вигляді. Поштові листи Малреді мали традиційний дизайн поштових листів. Конверти Малреді друкувалися на найкращих сортах паперу з шовковими нитками.
Малюнок Малреді являв собою дуже складний знак поштової оплати, який вказує на те, що поштові витрати були оплачені заздалегідь. Перші поштові марки були випущені в двох номіналах (чорний пенні і синій двохпенсовик), поштові листи і конверти також були випущені в двох номіналах в листах по 12 штук Конверти номіналом в один і в два пенні були такого ж чорного і синього кольору, що і поштові марки. На конверті з малюнком чорного кольору був напис: англ. «Postage. One penny» «Postage. One penny» («Поштовий збір. Один пенні»), на конверті з синім малюнком «Postage. Two pence» «Postage. Two pence» Поштовий збір. Два пенси").

## Провал

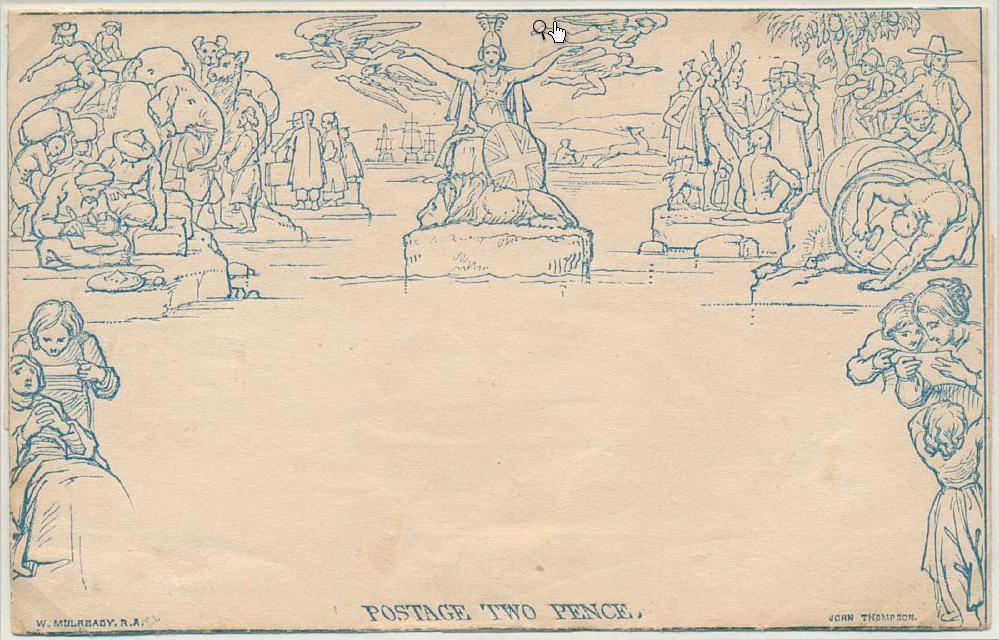
Конверт Малреді номіналом два пенси, випущений 1840 р.

Роуленд Хілл очікував, що конверти Малреді будуть більш популярні, ніж поштові марки, поштові марки стали популярнішими. Дизайн конвертів був настільки складний і погано зрозумілий масовому споживачеві, що став предметом повсюдних насмішок і шаржування, а в деяких районах сприймався як прихована спроба уряду контролювати поставки конвертів і контролювати рух інформації, переданої поштовим зв'язком (яка стала державною монополією в рамках реформи). Торговцями канцелярськими товарами, яким були невигідні нові поштові листи, створили безліч карикатур (або пародій). Нині відомо 47 «карикатурних» варіантів конверта Малреді.
Лише через шість днів після введення в обіг конвертів Малреді, 12 травня, Хілл написав у своєму журналі: «Боюся, нам доведеться замінити малюнок Малреді… суспільство продемонструвало свою зневагу і навіть огиду до краси».
В результаті цього скандалу, конверти Малреді були замінені на конверти простого дизайну з поштовими марками, які зазвичай відомі як «рожевий пенні» (англ. Penny Pink Penny Pink). Рожеві пенні були випущені 10 лютого 1841 року. Конверти Малреді тоді ж було виведено з обігу. Запаси в поштових відділеннях було вичерпано. Великі запаси залишилися в руках великих і малих дистриб'юторів поштових марок. У результаті було вирішено використовувати конверти Малреді для службового листування державних організацій. У листопаді 1842 року Служба внутрішніх доходів ухвалила рішення про вилучення з обігу наявних запасів. Період вилучення тривав кілька років. Повернуті конверти Малреді зберігалися на складі, поки не було вирішено знищити їх. Перша спроба спалити їх не вдалася. Зрештою, був спроектований і виготовлений спеціальний верстат для знищення конвертів за допомогою пробивання отвору в центрі малюнка.
Попередньо склеєних конвертів, якими ми їх знаємо сьогодні, тоді не було. Ромбоподібний лист і геометрично більш складний хрестоподібний лист з коротким плечем залишаються основними формами конвертів донині. Примітно, що всі механічні пристрої для друку від ручного друкарського верстата Гутенберга до наших днів в першу чергу призначені для обробки пласких прямокутних аркушів. Отже, ілюстрація повинна була бути надрукована за допомогою друкарського верстата, а потім вирізана у формі ромба. Кількість конвертів, виготовлених з одного аркушу, залежала від розміру талера друкарської машини, і до цього дня друк на конвертах і виготовлення конвертів дуже пов'язані.